# Историја позоришта
Историја позоришта означава развој позоришта током око 2.500 година од његовог настанка. Иако су извођачки елементи присутни у сваком друштву, углавном се прави разлика између позоришта као ликовног облика и забаве и позоришних или извођачких елемената у осталим активностима. Историја позоришта се односи на настанак и каснији развој позоришта као аутономне дјелатности. Откад је класична Атина развила позориште као дио умјетности у 6. вијеку прије нове ере, позоришне традиције су расле у културама широм свијета.
Историја савременог позоришта почела је од религијских церемонија у Старој Грчкој. Према Аристотелу позориште се развило из пеана, свјечаних пјесама у славу Диониса. На фестивалу у граду Дионисија организована су такмичења у трагедијама. Сваки писац је имао патрона и писао је тетралогију: три трагедије и сатирску игру. Писац је уједно био режисер, композитор и кореограф. Тетралогије су извођене у отвореном театру (израз амфитеатар у употребу су увели Римљани), а учествовали су само мушкарци. Они нису глумили, већ су представљали сами себе, а пратио их је хор који је рјецитовао или пјевао у славу грчких хероја. Глумци и хор су носили велике шарене маске, док су глумци носили и велику упадљиву одјећу. Већина драма је извођена само једном, анч награда најбољој представи додјељивана је патрону (продуценту) и писцу представе.
Револуцију у позоришту извршио је први познати прави глумац и теоретичар позоришта Теспид. Он је око 534. године п. н. е. увео систем у којем је глумац, протагониста, глумио све улоге. Драмски писац Есхил увео је другог глумца — антагонисту, а Софокле трећег. Из тог периода сачуван је само мали број позоришних дјела.

## Поријекло
Позориште је настало као извођење ритуалних активности које нису захтијевале да гледаоци пролазе кроз било какве обреде. Ту сличност почетног позоришта са ритуалима оповргао је Аристотел, који је у свом дјелу Поезија дефинисао позориште као разлику од извођења светих мистерија, написавши да позориште није захтијевало од гледаоца да пости, попије кајкеон или маршира у поворци, али да је личило на свете мистерије у смислу да је гледаоцу донијело прочишћење и исцјељење помоћу визије, спектакла. Физичка локација таквих представа је названа театрон.
Према историчарима Оскару Брокету и Франклину Хилдију, ритуали су обично укључивали елементе који забављају или пружају задовољство, као што су костими и маске, као и вјешти извођачи. Како су друштва постајала све сложенија, ти елементи су почели да дјелују у областима који нису били повезани са ритуалима, а затим су предузети први кораци ка стварању позоришту као аутономне активности.

## Европско позориште

### Грчко позориште
Грчко позориште, које се највише развијало у Атини, сматра се коријеном западне традиције; позориште је по поријеклу грчка ријеч. То је био дио шире културе театралности и перформанса у класичној Грчкој који је обухватао фестивале, вјерске ритуале, политику, право, атлетику и гимнастику, музику, поезију, вјенчања, сахране и симпозије. Учешће на многим фестивалима града-државе, као и присуствовање Дионизијском фестивалу као члана публике или као учесника позоришних представа, био је важан дио грађанства. Грађанско учешће такође је било присутно у процјени реторике говорника, евидентиране у наступима на суду или политичким окупљањима, од којих су оба била схваћена као нешто слично позоришту и говорници су све више повећавали апсорпцију свог драматичног рјечника. Позориште античке Грчке састоји се од три врсте драме: трагедије, комедије и сатире.
Атинска трагедија, која је најстарији преживјели облик трагедије, врста је драме са плесом која је чинила важан дио позоришне културе града-државе. Појавила се негдје током 6. вијека прије нове ере, процвјетала је током 5. вијека прије нове ере (одакле се почела ширити по грчком свијету) и наставила да буде популарна до почетка хеленистичког периода. Нису преживјеле никакве трагедије из 6. вијека, док их је преживјело само 32 од више од хиљаду који су изведени током 5. вијека. Сачувани су и комплетни текстови постојеће литературе од Есхила, Софоклеа и Еурипида. Поријекло трагедије остало је нејасно, иако је до 5. вијека институционализована у такмичењима (агон), одржавана у склопу прослава у част Диониса, бога вина и плодности. Као такмичари у такмичењу на Дионизијском фестивалу, који је био најпрестижнији од фестивала сценске драме, драматурзи су морали да представе тетралогију представа, која се обично састојала од три трагедије и једне сатирске представе, које нису морале да буду повезане причом или дјелом. Сматра се да је извођење трагедија на Дионизијском фестивалу можда почело око 534. године прије нове ере; званични записи (дидаскалије), почеле су од 501. године прије нове ере, када је представљена сатирска представа. Већина атинских трагедија драматизује догађаје из грчке митологије, али је трагедија Персијанци, која приказује персијски поглед на вијести о војном поразу Ахеменидског царства у бици код Саламине 480. године прије нове ере, један од изузетака међу преживјелим драмама. Кад је Есхил добио прву награду на Дионизијском фестивалу, 472. године прије нове ере, већ је писао трагедије више од 25 година, али његов тадашњи третман новије историје је најранији примјер трагичне драме која је преживјела. Више од 130 година касније, филозоф Аристотел анализирао је атинску трагедију 5. вијека у најстаријем раду драмске теорије — његовој Поетици (око. 335. п. н. е.). Атинска комедија је конвенционално подијељена у три периода, „Стара комедија“, „Средња комедија“ и „Нова комедија“. Стара комедија у модерном добу опстаје у великој мјери у облику једанаест преживјелих представа Аристофана, док је Средња комедија углавном изгубљена (сачувана је само у релативно кратким фрагментима код аутора попут Атенеја). Нова комедија је позната прије свега из значајних папирусних фрагмената Менандарове драме. Аристотел је комедију дефинисао као приказ насмијаних људи који укључује неку врсту грешке или ружноће која не изазива бол или уништење.

### Римско позориште
Западно позориште се развијало и знатно проширило код Римљана. Римски историчар, Тит Ливије написао је да су се Римљани први пут сусрели са позориштем у 4. вијеку прије нове ере, када је изведена представа етрушчанских глумаца. Бахам је истакао да су Римљани неко вријеме прије тога били упознати са „пред-позоришним праксама“. Позориште у античком Риму била је напредна и разноврсна умјетничка форма, у којем су се одржавали фестивалски наступи уличног театра, голог плеса и акробација, извођење привлачних ситуација комедија Плаута, као и вербално извођење трагедија Сенеке. Иако је Рим имао изворну традицију извођења, хеленизација римске културе у 3. вијеку прије нове ере имала је дубок и подстицајан утицај на римско позориште, као и на развој Римске књижевности на највећи квалитет.
Након ширења Римске Републике (509–527. п. н. е.) на неколико грчких територија између 270–240. п. н. е. Рим се сусрео са грчком драмом. Од каснијих година републике и Римског царства (27. п. н. е. —476), позориште се проширило западно по Европи, око Медитерана и стигло до Енглеске. Сматра се да је римско позориште било разноврсније, опсјежније и софистицираније од било које културе прије њега. Грчка драма је наставила да се изводи током читавог римског периода, а година 240. п. н. е. означава почетак редовне римске драме. Од почетка царства, интересовање за цјеловечерњу драму опадало је у корист широког спектра позоришних забавних садржаја.
Прва важна дјела римске књижевности биле су трагедије и комедије које је Ливије Андроник написао 240. године прије нове ере. Пет година касније, Гнеј Невије је такође почео да пише драме. Ниједна драма ниједног од њих двојице није преживјела. Обојица драматичара су компоновала у оба жанра, Андроник је био највише цијењен због својих трагедија, а Невије због својих комедија; њихови насљедници су тежили да се специјализују за једну или другу област, што је довело до одвајања и накнадног развоја обје врсте драме. До почетка II вијека прије нове ере, драма је била чврсто стабилизована у Риму и формирано је удружење писаца (collegium poetarum).
Преживјеле су све римске комедије fabula palliata (комедије засноване на грчким темама) и потичу од два драматичара: Тита Мацијуса Плаута и Публијеа Теренција Афера. Преправљајући грчке оригинале, римски стриповски драматичари су укинули улогу хора у подјелу драме на епизоде и увели су музичку пратњу у њен дијалог (између једне трећине дијалога у комедијама Плаута и двије трећине код Теренција). Радња свих сцена постављена је на спољашњој локацији улице и њене компликације често слиједе од прислушкивања. Плаут, који је био популарнији од њих двојице, писао је између 205 и 184 године прије нове ере, а 20 његових комедија је преживјело, од којих су најпознатије његове фарсе; дивили су му се због смисла за хумор у дијалозима и употребе различитих пјесничких метара. Свих шест комедија које је Теренције написао у периоду између 166 и 160 године прије нове ере је преживјело. Сложеност његових завјера, у којима је често комбиновао неколико грчких оригинала, понекад су биле оспораване, али његове двоструке завјере омогућавале су софистициран приказ контрастног људског понашања.
Није преживјела ниједна римска трагедија из раног периода, која је у то вријеме била цијењена; историчари наводе постојање три рана трагичара — Квинта Енијеа, Марка Пакувијеа и Луција Ацијеа. Из времена царства опстала су дјела двојице трагичара, један је непознати аутор, а други је стоички филозоф — Сенека. Преживјело је девет трагедија Сенеке, а све су фабула крепидата (трагедије прилагођене грчким изворницима); његова представа Федра била је заснована на Еурипидовој представи Хиполит. Историчари не знају ко је написао једини постојећи примјер фабуле праетекте (трагедије засноване на римским темама) — Октавија, али у некадашњим временима је погрешно приписивана Сенеци, због његовог појављивања као лика у трагедији.
Позориште у Античком Риму је дозвољавало женске извођаче за разлику од старогрчког позоришта. Већина глумаца је била запослена за плес и пјевање, а за мали дио глумица је познато да су извршавале гласовне улоге, а било је и оних које су постигли богатство, славу и признање за своју умјетност, као што су Еухарис, Дионисија, Галерија Копиола и Фабиа Арете. Глумице су такође формирале сопствено глумачко удружење —  Sociae Mimae, за које се сматра да је вјероватно било доста богато.

### Транзиција и рано средњовјековно позориште: 500—1050
Након што је Западно римско царство пропало током 4. и 5. вијека, сједиште римске моћи прешло је у Цариград и Источно римско царство, које се звало Византија. Иако су преживјели докази о византијском позоришту незнатни, постојећи записи указују на то да су миме, пантомима, сцене или рецитације из трагедија и комедија, плесова и других забава биле доста популарне. У Цариграду су постојала два позоришта која су била у употреби још у 5. вијеку. Прави значај Византије у историји позоришта је очување многих класичних грчких текстова и састављање велике енциклопедије зване Суда, из које су изведене велике количине савремених информација о грчком позоришту.
Од 5. вијека, у Западној Европи је наступио период општег нереда који је трајао (са кратким периодом стабилности у оквиру Каролиншког царства у 9. вијеку) до 10. вијека и већина организованих позоришних активности је нестала. Сматра се да су мале номадске групе путовале широм Европе током читавог периода, наступајући гдје год су могли да пронађу публику, али не постоје докази да су створили било шта осим грубих сцена. Те извођаче је Католичка црква прогонила током Мрачног доба, јер су били сматрани опасним и паганским.
До раног средњег вијека, цркве у Европи почеле су да постављају драматизоване верзије појединих библијских догађаја у одређеним данима у години. Те драматизације су укључене у сврху оживљавања годишњих прослава. Симболични предмети и радње — одежде, олтари, кадионице и пантомима које су вршили свјештеници, подсјећали су на догађаје којима се славе хришћански ритуали. То су били опсјежни сетови визуелних знакова који могу да се користе за комуникацију са углавном неписменом публиком. Те представе развиле су се у литургијске драме, од којих је најранија Кога тражите (Quem-Quaeritis), од Ускршње трупа, из 925. године. Реакције у литургијским драмама пјевале су двије групе и нису укључивале глумце који имитирају ликове. У периоду између 965. и 975. године, Етлволд од Винчестера, компоновао је Regularis Concordia (Монашки споразум) који садржи глумце заједно са упутствима за наступ.
Хросвита (935—973), канона у сјеверној Њемачкој, написала је шест представа по узору на Теренцијеве комедије, али користећи религиозне теме. Тих шест представа: Аврам, Калимакус, Дулцитијус, Галиканус, Папнутијус и Сапијента, прве су познате представе које је написала женска драматичарка и прва препознатљива западњачка драмска дјела посткласичног периода. Објављене су први пут 1501. године и имале су знатан утицај на вјерске и дидактичке представе 16. вијека. Хросвиту је пратила Хилдегард из Бингена (умрла 1179), бенедиктинска опатица, која је написала латино музичку драму под називом Ordo Virtutum 1155. године.

### Високо и касно средњовјековно позориште: 1050–1500
Како су средином 11. вијека престале инвазије Викинга, литургијска драма проширила се из Русије у Скандинавију и Италију. Само на Иберијском полуострву гдје су претежно живјели муслимани, литургијске драме уопште нису извођене. Упркос великом броју литургијских драма које су преживјеле у том периоду, многе цркве су изводиле само једну или двије годишње, а већи број никада уопште није ни изведен.
Фестивал Празник лудака је био од велике важности у развоју комедије. Преокренуо је статус мањег клера и омогућио им да исмијавају надређене и рутину црквеног живота. Понекад су представе инсцениране као дио прилике и одређена количина бурлеске и комедије почела је да се приказује у тим представама. Комичне сцене су морале да чекају до одвајања драме од литургије, а Празник лудака је утицао на развој комедије у религијским и секуларним представама.
Извођење религиозних представа изван цркве почело је око 12. вијека, традиционално прихваћеним процесом спајања краћих литургијских драма у дуже представе које су затим лаици превели на народне и изводили их. У представи Мистерија Адама (1150), пружена је вјеродостојност за ту теорију, јер је детаљни сценски правац наговјештавао да је она постављена напољу. Извјестан број других представа из тог периода је преживјело, укључујући Свето васкрсење (норманска), Игра Маги Кингс (шпанска), и Спонсус (француска).
Значај високог средњег вијека за развој позоришта биле су економске и политичке промјене које су довеле до формирања удружења и раста градова, што је довело до значајних промјена у касном средњем вијеку. На Британским острвима, представе су настајале у око 127 различитих градова током средњег вијека. Драме народне мистерије написане су у циклусима великог броја представа: Јорк (48 представа), Честер (24), Вакефилд (32) и Непознато (42). Већи број представа преживјело је из Француске и Њемачка у том периоду и неке врсте вјерских драма су издвојене у скоро свим европским земљама у касном средњем вијеку. Многе од тих представа садржавале су комедије, ђаволе, зликовце и кловнове.
Већина глумаца у тим представама потицала је од локалног становништво; у Валансјену 1547. године, 72 глумаца добило је више од 100 улога. Представе су постављене на позорницама теретних вагона, које су биле платформе монтиране на точкове коришћене за помјерање сценографије. Аматерски извођачи у Енглеској, често обезбјеђујући сопствене костиме, били су искључиво мушкарци, али су у другим земљама учествовали и женски извођачи. Сцена на платформи, која је била неидентификовани простор, а не специфичан локалитет, омогућила је нагле промјене локације.
Моралне представе настале су као изразити драматични облик око 1400. и развијале су се до 1550. године. За најзанимљивију представу о моралу сматра се Дворац упорности, који приказује напредак човјечанства од рођења до смрти. Најпознатија представа о моралности, а сматра се можда и најпознатијом средњовјековном драмом је Евримен (сваки човјек). Свако прима позиве смрти, бори се да побјегне и коначно се предаје потреби. Путем га напуштају родбина, материјална добра и заједништво, а само добра дјела иду са њим у гроб.
Ту је неколико секуларних представа које су изведене у средњем вијеку, од којих је најстарија представа Гринвуд, од Адама де ла Ала 1276. Садржи сатиричне сцене и фолк материјал као што су виле и друге натприродне појаве. Фарсе су такође драматично порасле у популарности након 13. вијека. Већина ових представа долази из Француске и Њемачке и сличног су тона и форме, наглашавајући пол и тјелесне излучевине. Најпознатији драматичар фарсе је Ханс Закс (1494–1576) који је написао 198 драмских дјела. У Енглеској, Друга игра пастира, из циклуса Вакефилд, најпознатија је рана фарса. Међутим, фарса се у Енглеској није појавила независно до 16. вијека, захваљујући раду Џона Хејвуда (1497–1580).
Значајна претеча развоја елизабетанске драме били су Домови реторике у Ниским земљама. Та друштва су се бавила поезијом, музиком и драмом и одржавала су такмичења како би видјели које друштво може саставити најбољу драму у односу на задато питање.
Крајем касног средњег вијека, професионални глумци су почели да се појављују у Енглеској и Европи. Ричард III и Хенри VII одржавали су мало друштво професионалних глумаца. Њихове представе су извођене у Великој дворани племићке резиденције, често с подигнутом платформом на једном крају за публику и "екраном" на другом крају за глумце. Такође су биле важне Мамерове представе, извођене током божићне сезоне, и дворских маски. Ове маске су биле нарочито популарне за вријеме владавине [Хенри VIII Тјудор|[Хенрија VIII]], који је имао изграђену Кућу ревела и канцеларију за забаве, изграђену 1545. године.
До краја средњовјековне драме дошло је због низа фактора, укључујући слабљење моћи Католичке цркве, протестантске реформације и забране вјерских представа у многим земљама. Елизабета I забранила је све религиозне представе 1558. године, а велике циклусне представе ућуткане су 1580-их. Слично томе, религиозне представе биле су забрањене и у Холандији 1539, Папској држави 1547. и Паризу 1548. Напуштање ових представа уништило је међународно позориште које је тамо постојало и приморало је сваку земљу да развије свој властити облик драме. Драматичарима је такође омогућено да се окрену секуларним темама и оживљавајућем интересу за грчки језик и римско позориште пружило им је савршену прилику.

### Комедија дел артеи ренесанса
Трупе комедије дел арте вјековима су изводиле живахне импровизацијске представе широм Европе. Настала је у Италији 1560-их. Комедија дел арте је била усмјерено на глумца и захтијевала је мало сценографије и врло мало реквизита. Представа није настала из писане драме, већ из сценарија названог лази, који је био лабава окосница, која је пружала ситуације, компликације и исход радње, око којих би глумци импровизовали. У представама су се користили типске ликови који су били подијељени у три групе: љубавници, мајстори и слуге. Љубавници су имали различита имена и карактеристике у већини представа и често су била дјеца господара. Улога господара обично се заснивала на једном од три стереотипа: лакрдијаш (pantalone) — старији венецијански трговац, доктор (Il dottore) — лакрдијашев пријатељ или ривал, педантни доктор или адвокат који се понашао далеко интелигентније него што је заиста био и цјепидлака (capitano), који је некада био лик љубавника, али еволуирао је у хвалисавца који се хвалио својим подвизима у љубави и рату, али често је био ужасно неквалификован у оба. Обично је носио мач и носио огртач и пернати покривач. Карактер слуге (зван зани) имао је само једну понављајућу улогу: Харлекин (arlecchino). Био је и лукав и незналица, али врстан плесач и акробата. Обично је носио дрвени штап са разрезом у средини, тако да је стварао гласан шум кад је нешто ударио. Ово „оружје“ нам је дало израз „урнебесна комедија“.
Трупа се обично састојала од 13 до 14 чланова. Већина глумаца је плаћена узимањем удјела у добити од представе, отприлике једнакој величини њихове улоге. Стил позоришта био је на свом врхунцу од 1575. до 1650. године, али чак су и након тога написани и изведени нови сценарији. Венецијански драматичар — Карло Голдони, написао је неколико сценарија почевши од 1734. године, али пошто је жанр сматрао превише вулгарним, прецизирао је теме својих сопствених дјела како би биле софистицираније. Написао је и неколико представа заснованих на стварним догађајима, у које је укључио и ликове комедије.
Комедија дел арте дозвољавала је професионалним женама да наступају од раног периода: Лукресија ди Сијена, чије је име на уговору глумаца од 10. октобра 1564, означена је као прва италијанска глумица која је позната по имену, док су Винченца Армани и Барбара Фламинија биле прве примадоне и прве добро документоване глумице у Италији и Европи.

### Енглеско Елизабетанско позориште
Ренесансно позориште проистекло је из неколико средњовјековних позоришних традиција, попут мистериозних представа које су чиниле дио вјерских фестивала у Енглеској и другим дијеловима Европе током средњег вијека. Други извори укључују „моралне представе“ и „Универзитетску драму“, које су покушале да поново створе атинску трагедију. Италијанска традиција комедије дел арте, као и сложене маске које су често презентоване на суду, такође су допринијеле обликовању јавног позоришта.
Од прије владавине Елизабете I, компаније извођача су биле прикључене на домаћинства водећих аристократа и сезонски су наступале на разним локацијама. Они су постали темељ професионалним извођачима, који су наступили на Елизабетанској позорници. Турнеје ових извођача постепено су замијениле представе мистерија и моралности, које су играли локални извођачи, а закон из 1572. елиминисао је преостале компаније којима је недостајало формално покровитељство означавајући их вагандовима.
Власти града Лондона углавном су биле непријатељски расположене према јавним наступима, али њихово непријатељство надмашено је од стране краљичиног укуса за представе и подршку Државног савјета. Позоришта су се појавила у предграђима, посебно у слободи Соутварка, која је градским становницима доступна преко Темзе, али изван контроле власти. Компаније су се претварале да су њихови јавни наступи били обична проба за честе наступе пред краљицом, али док је последња додјељивала престиж, први су били прави извор зараде професионалним извођачима.
Упоредо са економиком професије, карактер драме се мијењао крајем периода. Под Елизабетом је драма била јединствен израз што се тиче друштвене класе: Суд је гледао исте представе које су обични људи видјели у јавним играоницама. Развојем приватних позоришта, драма је постајала више оријентисана према укусима и вриједностима публике више класе. У периоду при крају владавине Карла I, писало се неколико нових представа за јавна позоришта, која су одржала нагомилана дјела претходних деценија.
Пуританско противљење позорници (информисано аргументима раних црквених отаца који су писали плочице против декадентних и насилних забава Римљана) тврдили су не само да је позорница уопште била паганска, већ да је свака представа која представља религиозну фигуру била својствено идолопоклонство. Године 1642, након избијања Енглеског грађанског рата, пуританске власти су забраниле извођење свих представа унутар градских граница Лондона. Велики напад на наводне неморалности позоришта срушио је све што је остало у Енглеској од драматичне традиције.

### Шпанско златно доба позоришта
Током шпанског Златног вијека, отприлике од 1590. до 1681. године, Шпанија је доживјела монументално повећање продукције позоришта уживо као и важности позоришта у шпанском друштву. Била је то доступна умјетничка форма за све учеснике ренесансне Шпаније, а спонзорисана је и од аристократске класе и од стране нижих класа. Обим и разноликост шпанских представа током златног доба била су без преседана у историји свјетског позоришта, надмашивши, на примјер, драматичну продукцију енглеске ренесансе за најмање четири фактора. Иако је постојао велики број и критика колико и похвала шпанском позоришту током Златног доба, због наглашавања количине прије квалитета, велики број представа, од 10.000, до 30.000 још увијек се сматрају ремек-дјелима.
Главни умјетници тог раздобља укључују Лопеа де Вегу, Шексприовог савременика, који често и савремено користи његову паралелу за шпанску сцену и Педра Калдерона де ла Барку, проналазача зарзуела — шпански облик за музичку комедију. и Лопеовог насљедника као врхунског шпанског драматичара. Жил Висенте, Лопе де Руеда и Хуан дел Енсина помогли су да се поставе темељи шпанског позоришта средином шеснаестог вијека, док су Франсиско де Рохас Зорила и Тирсо де Молина дали значајне доприносе у каснијој половини златног доба. Важни извођачи су Лопе де Руеда (претходно помињани међу драматичарима) и касније Хуан Рана.
Извори утицаја за настајуће позориште у Шпанији били су толико различити колико и позориште које је основано. Традиције приповиједања потичу из италијанске комедије дел арте и јединственог шпанског израза путујуће забаве из западне Европе, што је допринијело популистичком утицају на наратив и музику раног шпанског позоришта. С друге стране, неоаристотелска критика и литургијске драме допринјеле су књижевној и моралистичкој перспективи.. Заузврат, шпанско позориште златног доба драматично је утицало на позориште каснијих генерација у Европи и широм свијета. Шпанска драма имала је непосредан и значајан утицај на савремена дешавања у енглеском ренесансном позоришту. Такође је имала трајан утицај на позориште у цијелом шпанском говорном подручју. Поред тога, преводи се све већи број дјела, повећавајући досег шпанског позоришта златног доба и јачајући његов углед међу критичарима и покровитељима позоришта.

### Француско барокно позориште
Познати сценаристи:
- Пјер Корнеј (1606–84)
- Молијер (1622–73)
- Жан Расин (1639–99)

### Комедија рестаурације
Након што је пуритански режим 18 година забранио представе на јавним сценама, поновно отварање позоришта 1660. наговијестило је препород енглеске драме. С обновом монархије 1660. године долази до обнове и поновног отварања позоришта. Енглеске комедије написане и изведене у периоду рестаурације од до 1710. године колективно се називају "рестаураторска комедија". Рестаураторска комедија је позната по својој сексуалној експлицитности, квалитету који је подстакао Чарлс II (1660—685.) лично и аристократско друштво. По први пут, женама је било допуштено да глуме, чиме је окончана пракса да дјечаци глуме улоге жена. Друштвено разнолика публика обухватала је и аристократе и њихове слуге и вешаре, и значајан сегмент средње класе. Публика за рестаурацију вољела је да види добре побједе у њиховим трагедијама и законита влада је обновљена. У комедији су вољели да виде љубавне животе младих и модерних, а средишњи пар успјешно је закључио удварање (често превладавајући противљење стараца да то учине). Хероине су морале бити чедне, али биле су независне и отворене; сада када су их играле жене, било је теже за драматичара да их преруши у мушку одећу или им пружи бјекство од силовања. Ове извођаче су привукле комедије најновијем актуелним писањем, препуним и живахним заплетима, представљањем првих професионалних глумица и успоном првих звијезда међу глумцима. За љубитеље не-позоришта ове комедије су широко виђене као лицемјерне и морално сумњиве, држећи измишљотине мале, привилеговане и декадентне класе за дивљење. Та иста класа доминирала је у публици у позоришту рестаурације. У овом периоду се појавила и прва професионална драмска списатељица — Афра Бен.
Као реакција на декаденцију продукција из доба Чарлса II, сентиментална комедија је расла и стицала популарност. Овај жанр био је фокусиран на подстицање виртуозног понашања показујући ликове средње класе који превазилазе низ моралних испитивања. Драматичари попут Колија Цибера и Ричарда Стила, вјеровали су да су људи сами по себи добри, али способни да залутају. Кроз представе попут „Свјесни љубавници“ и „Последња смјена љубави“, трудили су се да апелују на племенита осјећања публике како би гледаоци могли да се реформишу.

### Спектакуларна рестаурација
Спектакуларна рестаурација, или богато изведена „машинска представа“, погодила је јавну сцену Лондона крајем 17. вијека, у периоду рестаурације, очаравајући публику са акцијом, музиком, плесом, покретним пејзажем, барокним илузионистичким сликарством, раскошним костимима и специјалним ефектима, као што су трикови са поклопцем у поду, „летећи“ глумци, и ватромет. Те емисије су увијек имале лошу репутацију као вулгарне и комерцијалне пријетње духовитој, „легитимној“ рестаураторској драми; међутим, привукли су Лондончане у невиђеном броју и остављали их омамљени и одушевљени.
У основи домаће радиности и са коријенима у раном 17. вијеку употребе дворских маски, иако се никада нису стидјели због задуживања идеје и сценске технологију из француске опере, у спектакуларној рестаурацији се понекад називају "Енглеска Опера". Међутим, њихова разноликост је толико неуредна да већина историчара позоришта очајнички жели да их дефинише као жанр. Само неколико радова овог периода обично се назива изразом „опера“, јер је музичка димензија већине њих подређена визуелној. Био је то спектакл и сценографија, која је привукла публику, што показују многи коментари у дневнику љубитеља позоришта Самјуела Пеписа. Трошак постављања све сложенијих сценских продукција довео је двије конкурентне позоришне компаније у опасну спиралу огромних трошкова и сходно томе огромних губитака или профита. Фијаско, као што је представа Џона Дридена — „Албион и Албанијус“, оставио би компанију у озбиљним дуговима, док би хитови, као што су представеТомаса Садвела „Психо“'‘ или Драјденова представа „Краљ Артур“, доносили огромну зараду.

### Неокласично позориште
Шаблон:Futher
Неокласицизам је био доминантан облик позоришта у 18. вијеку. Захтијевао је декорум и строго држање класичних јединстава. Неокласично позориште, као и временски период, карактерише његова грандиозност. Костими и сценографија били су замршени и сложени. Глуму карактеришу велика гестикулација и мелодрама. Неокласицистичко позориште обухвата раздобље рестаурације, Аугустана и Јустинијана. У једном смислу, неокласицистичко доба директно прати вријеме ренесансе.
Позоришта с почетка 18. вијека — сексуалне фарсе рестаурације, биле су потиснуте политичким сатиричним комедијама, 1737. парламент је усвојио Закон о лиценцирању позорница који је увео државну цензуру јавних перформанси и ограничио број позоришта у Лондону на два.

### Позориште у 19. вијеку
Позориште је у 19. вијеку подијељено на два периода: рано и касно. У раном периоду доминирали су мелодрама и романтизам.
Почевши у Француској, мелодрама је постала најпопуларнија позоришна форма. позоришна форма Представе Аугуста фон Коцебуа — Мизантропија и Покајање (1789), често се сматрају првим мелодраматичим представама. Представе Коцебуа и Ренеа Гилберта де Пикересуа, поставиле су мелодраму као доминантни драмски облик раног 19. вијека.
У Њемачкој је постојао тренд историјске тачности у костиму и сцени, револуција у позоришној архитектури и увођење позоришног облика њемачког романтизма. Под утицајем трендова филозофије и визуелне умјетности 19. вијека, њемачки писци били су све више фасцинирани својом тевтонском прошлошћу и све већим осјећајем за национализам. Представе Готхолда Ефрајма Лесинга, Јохана Волфганга фон Гетеа, Фридриха Шилера и других штурм унд дранг драматичара, надахнули су растућом вјером у осећај и инстинкт као водиче ка моралном понашању.
У Британији, Перси Биш Шели и Лорд Бајрон били су најважнији драматичари свог времена (мада су Шелијеве представе извођене тек касније током вијека). У мањим позориштима најпопуларнија је била бурлета и мелодрама. Коцебове драме преведене су на енглески језик, док је A Tale of Mystery, Томаса Холкрофта, била прва од многих енглеских мелодрама. Пирс Еган, Даглас Вилијам Џералд, Едвард Фитцбал и Џон Балдвин Букстоне покренули су тренд ка савременијим и сеоским причама, преферирајући уобичајене историјске или фантастичне мелодраме. Џејмс Шеридан Новл и Едвард Булвер Литон основали су "џентлменску" драму која је почела да успоставља некадашњи углед позоришта са аристокрацијом.
У каснијем периоду 19. вијека дошло је до пораста двеју сукобљених врста драме: реализма и нереализма, попут симболизма и претеча експресионизма.
Реализам је започео раније у 19. вијеку у Русији него било гдје другдје у Европи и попримио је бескомпромиснији облик. Почевши с драмама Ивана Тургењева — који је користио "домаће детаље да би открио унутрашње немире", Александра Островског — који је био први професионални драмски писац у Русији, Алексеја Писемског — чије је дјело Горка судбина (1859) очекивала натурализам и Лава Толстоја, чије је дјело Моћ таме (1886), једно од најефикаснијих натуралистичких представа. Традиција психолошког реализма у Русији кулминирала је са оснивањем Театра Московске умјетности, од стране Константина Станиславског и Владимира Немировича Данченка.
Најважнија позоришна сила у каснијој Њемачкој 19. вијека био је Џорџ II, војвода Саксоније и његов ансамбл Мејнинген, којим је руководио Лудвиг Хронек. Продукције ансамбла често се сматрају историјски најтачнијим у 19. вијеку, иако му је основни циљ био да служи интересима драматичара. Ансамбл Мејнинген стоји на почетку новог покрета ка обједињеној продукцији (или ономе што би Ричард Вагнер назвао Gesamtkunstwerk]]) и успону режисера (о трошку глумца) као доминантног умјетника у стварању позоришта.
Натурализам, позоришни покрет настао из рада Чарлса Дарвина — О поријеклу врста (1859) и савремених политичких и економских услова, нашао је главног говорника у Емилу Золи. Реализацију Золиних идеја ометао је недостатак способних драматичара који би писали натуралистичку драму. Андре Антоан појавио се 1880-их са својом Тхеатре Либре која је била отворена само за чланове и због тога је изузета од цензуре. Брзо је добио одобравање Золе и почео да поставља природњачке радове и друга страна дјела.
У Британији су и даље популарне мелодраме, лагане комедије, опере, Шекспир и класична енглеска драма, викторијанска бурлеска, пантомима, преводи француских фарса и француске оперете из 1860-их. Тако успјешне биле су стрип опере које су објављивали Гилберт и Саливан, као што су H.M.S. Pinafore (1878) и The Mikado (1885), који су у великој мјери проширили интересовање публике за музичко позориште. То је, заједно са много побољшаном уличном расвјетом и транспортом у Лондону и Њујорку, довело до касног викторијанског и едвардовског позоришног процвата на Вест Енд-у и на Бродвеју. Касније, рад Хенрија Артура Џонса и Артура Винг Пинера покренуо је нови правац на енглеској сцени.
Док им је рад трасирао пут, развој значајнијих драма највише се дугује драматичару Хенрику Ибсену. Ибсен је рођен у Норвешкој 1828. године, написао је двадесет и пет представа, од којих су најпознатије: Кућа лутке (1879), Духови (1881), Дивља патка (1884) и Хеда Габлер (1890). Поред тога, његови радови Росмерсхолм (1886) и Када смо мртви будни (1899), изазивају осјећај мистериозних сила на дјелу у људској судбини, што је требало да буде главна тема симболизма и такозваног „театра апсурда“, коме је назив дао критичар Мартин Еслин 1960. године, слично термину који је прије њега користио Алберт Камус 1942.
После Ибсена, британско позориште доживјело је ревитализацију дјелима Џорџа Бернарда Шоа, Оскара Вајлда, Џона Голсвордија, Вилијама Батлера Јејтса и Харлија Гранвила Баркера. За разлику од већине суморних и врло озбиљних дјела својих савременика, Шо и Вајлд су писали првенствено у облику стрипа. Едвардовске музичке комедије биле су изузетно популарне, свиђале су се укусима средње класе у геј деведесетима и прилагођавале се укусу јавности према ескапистичкој забави током Првог свјетског рата.

### Позориште у 20. вијеку
Иако је много позоришта 20. вијека наставило и проширило пројекте реализма и натурализма, постојао је и велики дио експерименталног позоришта који је одбацио те конвенције. Ови експерименти представљају дио модернистичких и постмодернистичких покрета и укључују облике политичког позоришта као и естетски више оријентисане радове. Примјери укључују: Епско позориште, Позориште окрутности и такозвани „Театар апсурда“.
Израз позоришни практикант почео се употребљавати за описивање некога ко и ствара позоришне представе и производи теоријски дискурс који говори о њиховом практичном раду. Позоришни практикант може бити режисер, драматург, глумац или — што је карактеристично, често комбинација ових традиционално посебно улога. "Позоришна пракса" описује колективни рад који раде различити позоришни глумци. Користи се за описивање позоришних пракси Константина Станиславског у развоју његовог система, кроз биомеханику Всеволода Мјерхолда, епику Бертолта Брехта, и сиромашног позоришта Јежија Гротовског, све до данашњих дана, са савременим позоришним практикантима, укључујући Аугуста Боала са његовим позориштем потлачених, Дарија Фоа, са популарним позориштем, Еугенија Барбе са позориштем антропологије и Ану Богарт са гледиштем.
Остале кључне личности позоришта 20. вијека укључују: Антонен Арто, Аугуст Стриндберг, Антон Павлович Чехов, Франк Ведекинд, Морис Метерлинк, Федерико Гарсија Лорка, Јуџин О’Нил, Луиђи Пирандело, Џорџ Бернард Шо, Гертруда Стајн, Ернст Толер, Владимир Мајаковски, Артур Милер, Тенеси Вилијамс, Жан Жане, Ежен Јонеско, Самјуел Бекет, Харолд Пинтер, Фридрих Дјуренмат, Хејнер Милер и Карил Черчил.
Бројни естетски покрети наставили су да се развијају или су се појавили у 20. вијеку, укључујући:
- Натурализам
- Реализам
- Дадаизам
- Експресионизам
- Надреализам и позориште окрутности
- Театар апсурда
- Постмодернизам
- Агитпроп

Након велике популарности британских музичких комедија, америчко музичко позориште је доминирало музичком сценом, почевши од мјузикала у позоришту Принцес, у Њујорку, а потом су слиједила дјела браће Гершвин — Коул Портер, Џером Керн, Роџерс и Харт и касније дуо Роџерс и Хамерстејн, који су чинили Ричард Роџерс и Оскар Хамерстејн. Њихови мјузикли названи су најбољим дјелима 20. вијека.

## Америчко позориште

### 1752—1895: Романтизам
Кроз већи дио историје енглеска белетристика и позориште су раздвојени, али су ове двије умјетничке форме међусобно повезане. Међутим, ако не науче како да раде заједно, то може бити штетно за умјетничку форму. Проза енглеске књижевности и приче које прича морају бити изведене а позориште има ту способност. Од самог почетка америчко позориште било је јединствено и разнолико, одражавајући друштво док је Америка ловила свој национални идентитет. Прва представа изведена 1752. године у Вилијамсбургу, Вирџинија, била је Шекспирова драма „Венецијански трговац“. Због великог хришћанског друштва, позориште је било забрањено од 1774. до 1789. године. Овај друштвени стандард био је због тога што је Библија била света, а било какве друге диверзије (забаве), сматране су неприкладним, неозбиљним (без сврхе) и сензуалним (угодним). Током забране позориште се често скривало називајући себе моралним предавањима. Позориште је направило краћу паузу због Америчког грађанског рата, али је брзо настављено након завршетка рата 1781. Почело је да се шири на запад, а често су градови имали позоришта и прије него што су имали тротоаре или канализацију. Било је неколико водећих професионалних позоришних компанија у почетку, али једна од најутицајнијих била је у Филаделфији (1794–1815); међутим, имала је слабе коријене због забране позоришта.
Како се земља ширила тако се повећавало и позориште; послије рата 1812. позориште се проширило на Запад. Многа нова позоришта била су вођена у заједници, али у Њу Орлеансу су Французи покренули професионално позориште 1791. Неколико трупа је отишло и основало позориште у Синсинатију у Охају. Прво званично западно позориште настало је 1815. када је Самјуел Дрејк (1769–1854) своје професионално позоришно друштво извео из Олбанија у Питсбург, до ријеке Охајо и Кентакија. Уз то, понекад би одводио трупу у Лексингтон, Луивил и Франкфорт. Понекад би трупу водио у Охајо, Индијану, Тенеси и Мисури. Док су постојале трупе за јахање, сталније позоришне заједнице на западу често су биле стациониране на ријекама, тако да је био лак приступ броду. Током овог временског периода, веома је мало позоришта било изнад ријеке Охајо, а у ствари Чикаго није имао стално позориште до 1833. Због немирних времена у Америци и економске кризе која се догодила због ратова, позориште је у свом најопсјежнијем времену доживјело банкрот и промјену менаџмента. Такође је већина раних америчких позоришта била под европским утицајем, јер су многи глумци били рођени и обучени Енглези. Између 1800. и 1850. неокласицистичка филозофија готово је потпуно преминула под романтизмом који је био велики утицај америчког позоришта из 19. вијека који је идолизирао „племенитог дивљака“. Због нових психолошких открића и глумачких метода, романтизам је на крају изродио реализам. Овај тренд ка реализму догодио се између 1870. и 1895. године.

### 1895—1945: Реализам
У овој позоришној ери морални јунак се премјешта у савременог човјека који је производ своје околине. Овај велики помак дијелом је посљедица грађанског рата јер је након њега Америка умрљана властитом крвљу.

### 1945—1990: Модернизам
У овом позоришном периоду, Холивуд је настао и пријетио америчком позоришту. Међутим, позориште за то вријеме није пропадало, већ је у ствари било познато и примијећено широм свијета.

## Афричко позориште

### Сјеверноафричко позориште

#### Квази позоришни догађаји Античког Египта
Најранији забиљежени квази позоришни догађај датира од 2000. п. н. е, са „Представама страсти“ у Античком Египту. Прича о богу Озирису одвијала се годишње на фестивалима широм цивилизације.

### Западноафричко позориште

#### Позориште у Гани
Модерно позориште у Гани појавило се почетком 20. вијека. Прво се појавило као књижевни коментар колонизације Африке од стране Европе. Међу најранијим дјелима у којима се то може видјети су Блинкардс, које је написала Кобина Секиј 1915. Блинкардс је очаравајућа сатира о Африканцима који су пригрлили европску културу која им је доведена. У њему Секиј уништава три групе појединаца: било кога Европљанина, свакога ко имитира Европљане, и богатог афричког пољопривредника какаа. Међутим, ова изненадна побуна била је само почетна варница ганског књижевног позоришта.
Представа која има сличност у свом сатиричном погледу је Анова. Написала ју је ганска ауторка Ама Ата Аидо; започиње тако што истоимена јунакиња Анова одбацује многе предложене брачне улоге за уреднике. Инсистира на доношењу сопствених одлука о томе за кога ће се удати. Представа наглашава потребу за равноправношћу полова и поштовањем жена. Овај идеал независности, као и једнакости, води Анову низ кривудав пут среће и биједе. Анова је изабрала свог човјека за удају, подржава свог супруга Кофија и физички и емоционално. Кофи својом подршком напредује у богатству, али постаје сиромашан као духовно биће. Кумулирањем богатства Кофи се губи у њему. Његов некада срећан брак са Ановом се мијења када почне да запошљава робове, а не да сам обавља било какав посао. Ово за Анову нема смисла, јер Кофија не чини бољим од европских колониста због којих сматра да су користили становнике Африке. Њихов је брак без дјеце, за шта се претпоставља да је настао обредом којим је Кофи вршио трговање мушкости ради богатства. Због тога што је Кофи унајмио робове и због немогућности да има дјецу, Анова се убила. Име Анова значи „супериорна морална сила“, док Кофи значи само "Рођен у петак". Чини се да та разлика у основама њихових имена имплицира моралну супериорност жена у друштву које воде мушкарци.
Друга значајна представа је „Брак Анансеве“, коју је 1975. написао Ефуа Сатерленд. Цјелокупна представа заснована је на Акановој усменој традицији званој Анансесем (народне приче). Главни лик представе је Анансе (паук). Квалитети Анансеа су један од најзаступљенијих дјелова представе. Анансе је лукав, себичан, има велики увид у људску и животињску природу, амбициозан је, елоквентан и сналажљив. Улагањем превише себе у све што ради, Анансе уништава сваку његову шему и на крају је сиромашан. Анансе се користи у представи као врста Евримена. Написан је у претјераном смислу како би форсирао процес самоиспитивања. Анансе се користи као начин да покрене разговор за промјене у друштву свакога ко чита. Представа говори о томе да Анансе покушава да уда своју ћерку Анансеву за било кога од богатих поглавара или неког другог богатог удварача истовремено, како би прикупио новац. На крају сви просци дођу у његову кућу одједном, а он мора да искористи сву своју лукавштину да би ублажио ситуацију. Приповједач не само да приповиједа, већ и намеће, реагује и коментарише радњу приче. Упоредо са тим, користи се Мбугуоус. Мбугуоус је назив који је додијељен веома специјализованој секти ганске позоришне технике која омогућава учешће публике. Мбугуоус ове приче су пјесме које красе причу или је коментаришу. Спонтаност овом техником, као и импровизација, довољно се користе да испуне било који стандард модерног позоришта.

#### Позориште Јоруба
У свом истраживању о позоришту народа Јоруба, Џоел Аделејд, пратио је поријекло до маскенбала Егунгун ("култ предака"). Традиционална церемонија кулминира у суштини маскенбала, гдје се сматра да се преци враћају у свијет живих како би посјетили своје потомке. Поред поријекла у ритуалу, позориште Јоруба може се пратити до театрогене „природе многих божанстава јорбашког пантеона, као што су Обатала, божанство лука, Огун божанство креативности, као и гвожђа и технологије, и Санго, божанство олује "чија је почаст прожета" драмом и позориштем и симболичком свеукупном релевантношћу у смислу њене релативне интерпретације.
Позоришна традиција Аларињо настала је од маскенбала Егунгун у 16. вијеку. Аларињо је била трупа путујућих извођача чији су маскирани облици носили мистичан ваздух. Створили су кратке, сатиричне сцене које су привукле бројне устаљене стереотипне ликове. Њихови наступи су користили миму, музику и акробацију. Традиција Аларињо утицала је на популарно путујуће позориште, које је од 1950. до 1980-их била најраширенији и најразвијенији облик позоришта у Нигерији. Током деведесетих, популарно путујуће позориште прешло је на телевизију и филм и сада ријетко наступа уживо.
„Тотално позориште“ се такође развијало у Нигерији 1950-их. Користиле су се не-натуралистичке технике, надреалистичке физичке слике и вјежбала флексибилну употребу језика. Драматичари који су писали средином седамдесетих користили су неке од ових техника, али су их артикулирали „радикалним уважавањем проблема друштва“.
Традиционални начини извођења снажно су утицали на главне личности савременог нигеријског позоришта. О раду Хуберта Огундеа (који се понекад назива и "отац савременог јорубанског позоришта"), информисао се преко традиције Аларињо и маскенбала Егунгун. Воле Сојинка, који је "опште признат као највећи живи афрички драмски писац", даје божанству Огуну сложен метафизички значај у његовом раду. У свом есеју "Четврта фаза" (1973), Сојинка супротставља драму Јоруба са класичном атинском драмом, повезујући обје са анализом њемачког филозофа — Фридриха Ничеа, из 19. вијека, који је описао класичну атинску драму у свом дјелу „Рођење трагедије“ (1872), гдје тврди да је Огун скуп дионизијских, аполонских и прометејских врлина". 
Заговорници путујућег позоришта у Нигерији укључују Дура Ладипа и Мосес Олајиа. Ови практичари много су допринијели пољу афричког позоришта током периода мијешања и експериментисања старосједилаца са западним позориштем.

### Позориште афричке дијаспоре

#### Афроамеричко позориште
Историја афроамеричког позоришта има двоструко поријекло. Прво је укоријењено у локалном позоришту, гдје су Афроамериканци наступали у кабинама и парковима. Њихови наступи (народне приче, пјесме, музика и плес) били су укоријењени у афричкој култури прије него што су били под утицајем америчког окружења. Позориште Африкан Гроув било је прво афроамеричко позориште које је основао 1821. године Вилијам Хенри Браун.

## Азијско позориште

### Индијско позориште

#### Преглед индијског позоришта
Најранији облик индијског позоришта био је санскритско позориште. Оно се појавило негдје између 15. вијека прије нове ере и 1. вијека и процвјетало је између 1. вијека и 10. вијека, што је било раздобље релативног мира у историји Индије, током кога је написано стотине представа. Ведски текст као што је Ригведа, пружа доказе о драмским представама које су изведене током церемоније Јајна. Дијалози споменути у текстовима крећу се од монолога једног човјека, до дијалога са три особе, на примјер дијалога између Индре, Индранија и Врисхакапија. Дијалози нису само религиозни у свом контексту, већ су и секуларни, на примјер, један ригведски монолог говори о коцкару који је због тога упропастио живот и отуђио се од супруге, а родитељи га такође мрзе. Панини у 5. вијеку прије нове ере спомиње драматични текст Натасутра који су написала двојица индијских драматичара Шилалин и Кришвашва. Патањали такође помиње име изгубљених представа, као што су кемсавада и Балибанда. Пећине Ситабенга које потичу из 3. вијека прије нове ере и пећине Хандагири из 2. вијека прије нове ере, најранији су примјери архитектуре позоришта у Индији.
Током Исламских освајања Индијског потконтинента, која су започела у 10. и 11. вијеку, позоришта су била обесхрабрена или потпуно забрањена. Касније, у покушају да поново прикажу аутохтоне вриједности и идеје, сеоски театар је подстакнут на потконтиненту, развијајући се на великом броју регионалних језика од 15. до 19. вијека. Модерно индијско позориште развијало се у доба колонијалне владавине под Британским царством, од средине 19. вијека до средине 20. вијека.

#### Санскритско позориште
Најстарији сачувани фрагменти санскритске драме датирају из 1. вијека. Богатство археолошких доказа из ранијих периода не показује постојање позоришне традиције. Веде (најранија индијска литература, из периода између 1500. и 600. п. н. е.) не садрже ни помена о томе; иако је мали број химни компонован у облику дијалога, ритуали из ведског периода не изгледају да су се развила у позоришту. Драма Махабхасија, од Патанџалија, садржи најранију референцу на оно што је можда почетак санскрит драме. Овај трактат о граматици из 140. године прије нове ере пружа изведљив датум за почетке позоришта у Индији.
Међутим, иако нема преживјелих фрагмената ниједне драме прије овог датума, могуће је да је рана будистичка литература најранији доказ постојања индијског позоришта. Тхе Пали сутте (у распону датума од 5. до 3. вијека п. н. е.) се односе на постојање трупа актера (на челу са главним глумцем), који изводе драме на сцени. Наведено је да су ове драме укључивале плес, али су наведене као посебан облик извођења, заједно са плесом, пјевањем и рецитацијама прича. (Према каснијим будистичким текстовима, краљ Бимбисара, савременик Сидарта Гаутаме, имао је драму за другог краља. То би било већ у 5. вијеку прије нове ере, али догађај је описан тек у много каснијим текстовима, од 3. до 4. вијека п. н. е.
Главни извор доказа о санскртском позоришту је књига Natyashastra (трактат о позоришту), збирка чији је датум састава неизвјестан (процјене се крећу од 200. п. н. е. до 200 нове ере) и чије је ауторство приписано Бхарата Мунију. Расправа је најкомплетнији рад драматургије у античком свијету. Бави се глумом, плесом, музиком, драмском конструкцијом, архитектуром, костимизацијом, шминкањем, реквизитима, организацијом компанија, публике, такмичењима и нуди митолошки увид о поријеклу позоришта. При томе даје назнаке о природи стварних позоришних пракси. насљедном процесу, обучени у потребне вјештине (плес, музика и рецитација). Циљ му је био и да образује и да забавља.
Под патронатом краљевских судова, извођачи су припадали професионалним компанијама којима је руководио управник позорнице (‘'сутрадхара'), а који су такође могли да глуме. Сматрало се да је овај задатак аналоган луткарском позоришту — дословно значење „сутрадхара“, „држач струна или нити“. Извођачи су строго тренирали вокалну и физичку технику. Није било забрана против женских извођача; компаније су биле мушке, потпуно женске и мјешовитог пола. Међутим, сматрало се да су за одређене ствари мушкарци неприкладни за улоге, и сматрало се да то више одговара женама. Неки извођачи су играли ликове својих година, док су други играли неке друге ликове (без обзира да ли су млађи или старији). Од свих позоришних елемената, трактат највише пажње пружа глуми, која се састоји од два стила: реалистичног и конвенционалног (натадхарми), мада је главни фокус на последњем..
Драма се сматра највишим достигнућем санскритске књижевности. Користила је бројне ликове, попут хероја (најака), хероина (најика) или кловнова (видусака). Глумци су се можда специјализирали за одређену врсту. Калидаса, који је стварао у 1. вијеку п. н. е, сматра се је највећим писцем санскрита у Античкој Индији. Три познате романтичне представе које је написао Калидаса су ‘'Mālavikāgnimitram (Малавика и Агнимитра), Vikramuurvashiiya (која се односи на Викрама и Урвашија) и Abhijñānaśākuntala (Признавање Шакунтала). Последња је инспирисана причом у Махабхарати и најпознатија је. Прва је драма која је преведена на енглески и њемачки језик. Abhijñānaśākuntalam је утицао Гетеовог Фауста (1808–1832).
Следећи велики индијски драматург био је Бавабхути (око 7. вијека). Кажу да је написао следеће три представе: Malati-Madhava, Mahaviracharita и Uttar Ramacharita. Међу ове три, последња два покривају између њих читав еп Рамајане. Моћни индијски цар Харсха (606–648) заслужан је што је написао три представе: комедије Ratnavali и Priyadarsika и будистичку драму Nagananda.

#### Катхакали =
Катхакали је високо стилизовани класични индијски плес—драма која је примијећена због атрактивног састава ликова, сложених костима, детаљних гестикулација и добро дефинисаних покрета тијела представљених у складу са плејбек музиком и комплементарним удараљкама. Настао је у данашњој држави Керала током 17. вијека, а током година развијао се побољшаним изгледом, рафинираним гестовима и додавањем тема, изван више орнаменталног пјевања и прецизног бубњања.

#### Модерно индијско позориште
Рабиндранат Тагор био је зачетник модерних драматурга који је писао представе запажене због свог истраживања и пропитивања национализма, идентитета, спиритизма и материјалне похлепе. Његове представе су написане на бенгалском језику и укључују Цитру (1892), Краља мрачне коморе (1910), Пошту (1913), и Црвени олеандер (1924).

### Кинеско позориште

#### Шанг позориште
Постоје референце на позоришне забаве у Кини већ 1500. године прије нове ере за вријеме владавине династије Шанг; често су укључивали музику, кловнове и акробатска приказивања.

#### Позориште Хан и Танг
Током владавине династије Хан, луткарство у сјенци се први пут појавило као признати облик позоришта у Кини. Постојала су два различита облика луткарства у сјенци, кантонски јужни и пекиншки сјеверни. Два стила су била диференцирана методом прављења лутака и постављањем штапова на луткама, за разлику од врсте игре коју лутке изводе. Оба стила су углавном изводила представе које приказују велику авантуру и фантазију, а ријетко је то био баш стилизовани облик позоришта коришћен за политичку пропаганду. Кантонско луткарство у сјенци било је веће од два луткарства. Прављене су кориштењем густе коже која је стварала значајније сјенке. Симболична боја је такође била веома распрострањена; црно лице представљало је искреност, а црвено храброст. Шипке које су служиле за контролу кантонских лутки биле су причвршћене на главе лутака. Тако, публика их није видјела када је створена сјенка. Лутке пекиншког луткарства биле су осјетљивије и мање. Прављене су од танке, прозрачне коже која се обично узима из трбуха магарца. Осликане су јарким бојама и тако су бацале врло шарену сенку. Танке шипке које су контролисале њихове покрете биле су причвршћене на кожној огрлицу на врату лутке. Шипке су се одвијале паралелно са тијелима лутке, а затим су се под углом од деведесет степени окретале да се повежу са вратом. Док су ове шипке биле видљиве када је сјенка бачена, лежале су изван сјенке лутке; према томе, оне се нису мијешале у изглед фигуре. Шипке су биле причвршћене на вратове како би се олакшала употреба више глава са једним тијелом. Кад се главе нису користиле, биле су смјештене у кутији од муслина или платна обложеног тканином. Главе су се увијек уклањале ноћу. То је било у складу са старим празновјерјем да ће лутке, ако остану нетакнуте, ноћу оживјети. Неки луткари су отишли толико далеко да су спремили главе у једну књигу и тијела у другу, како би додатно смањили могућност реанимације лутки. Каже се да је луткарство у сјенци достигло своју највишу тачку умјетничког развоја у 11. вијеку, прије него што је постало алат владе.
Династија Танг је понекад позната и као „доба од 1000 забава“. Током ове ере, цар Ксуанзонг основао је глумачку школу познату под називом „Дјеца врта од крушака“, да би створио драмски облик који је првенствено био музички.

#### Позориште Сунга и Јуана
У династији Сунг било је много популарних представа које су укључивале акробацију и музику. Оне су се у династији Јуан развиле у софистициранији облик са четворокраком или петокраком структуром.
Јуан драма се проширила широм Кине и разгранала у бројне регионалне форме, од којих је најпознатија Пекиншка опера, која је и данас популарна

### Филипинско позориште
Током 333-годишње владавине шпанске владе, они су на острва увели католичку религију и шпански начин живота, који су се постепено стапали са аутохтоном културом и формирали „низинску народну културу“ коју сада дијеле велике етнолингвистичке групе. Данас драматични облици које је Шпанија увела или утицала и даље живе у руралним срединама широм архипелага. Ови облици укључују комедију, игре, синакуло, сарсвелу и драму. Последњих година неки од ових облика су оживљени како би омогућили боље реаговање на услове и потребе нације у развоју.

### Тајландско позориште
На Тајланду је од средњег вијека била традиција да се позоришне представе заснивају на заплетима из индијских епова. Конкретно, биоскопска верзија на Тајланду националног епа Рамакјен, је верзија индијског епа Рамајана, који је и данас популаран на Тајланду.

### Хмер и малајско позориште
У Камбоџи, у древној пријестоници Ангкор Ват, на зидовима храмова и палата уклесане су приче из индијских епова Рамајана и Махабхарата. Слични облици налазе се и у Боробудуру у Индонезији.

### Јапанско позориште

#### Но драма
Током 14. вијека у Јапану су постојале мала друштва глумаца који су изводили кратке, понекад вулгарне комедије. Директор једног од ових друштава, Канами (1333–1384), имао је сина Зеамија Мотокијоа (1363–1443) који је сматран једним од најбољих дјечијих глумаца у Јапану. Кад је Канамијево друштво наступало за Асхикага Иосхимитсу (1358–1408), јапанског шогуна, он је молио Зеамија да има судско образовање за своју умјетност. Након што је Зеами наслиједио оца, наставио је да изводи и прилагођава свој стил данашњој Но драми. Мјешавина пантомиме и вокалне акробације, овај стил је очаравао Јапанце стотинама година.

#### Бунраку
Јапан је, након дугог грађанског рата и политичког растроја, био уједињен и спокојан прије свега због шогуна Токугаве Јисуа (1543–1616). Међутим, забринут због све већег хришћанског раста, прекинуо је контакт из Јапана у Европу и Кину и забранио хришћанство. Кад је мир дошао, процват културног утицаја и растућа класа трговаца захтијевали су властиту забаву. Први облик позоришта који је процвјетао био је Нинго јорури (уобичајено назван Бунраку). Оснивач и главни сарадник Нинго јорурија, Шикаматсу Монзаемон (1653–1725) претворио је свој облик позоришта у праву умјетничку форму. Нинго јорури је високо стилизовани облик позоришта помоћу лутки, данас величине око 1/3, величине човјека. Мушкарци који управљају луткама читав живот тренирају како би постали мајсторски луткари, када могу управљати лутком и главом и десном руком и одлучити да покаже лице током извођења. Остале луткари контролишу мање важне удове лутке, покривају себе и лица црним одијелом, да би наговјештавали своју невидљивост. Дијалогом управља једна особа, која користи различите тонове гласа и начине говора да симулира различите ликове. Шикаматсу је написао хиљаде представа током каријере, од којих се већина и данас користи. Носили су маске уместо сложене шминке. Маске дефинишу њихов пол, личност и расположења у којима је глумац.

#### Кабуки
Кабуки је почео убрзо након Бунракуа, легенда каже да носи име по глумцу Окуну, који је живио крајем 16. вијека. Већина Кабукијевог материјала настала је из Но драме и Бунракуа, а његови безобразни покрети плесног типа такође су ефекат Бунракуа. Међутим, Кабуки је мање формални и удаљенији од Но драме, а опет веома популаран међу јапанском јавношћу. Глумци се обучавају у разним стварима, укључујући плес, пјевање, пантомиму, па чак и акробацију. Кабуки су прво радиле младе девојке, затим млади дјечаци, а крајем 16. вијека друштва Кабукија су чинили све мушкарци. Мушкарци који су портретирали жене на позорници били су посебно обучени да у својим суптилним покретима и гестовима осјете суштину жене.

#### Буто
Буто је групно име за разноврстан низ активности, техника и мотивација за плес, перформанс или покрет инспирисан Анкоку—Бутом (暗 黒舞 踏). Обично укључује разигране и гротескне слике, табу теме, екстремна или апсурдна окружења, а традиционално се изводи у шминкању тијела у бијело, спорим хипер контролисаним покретима, са или без публике. Не постоји постављени стил и можда је чисто концептуалан, без икаквих покрета. Његово поријекло је приписано јапанским плесним легендама — Тацумију Хијикати и Казуу Ону. Буто се први пут појавио у Јапану након Другог свјетског рата, а посебно након нереда ученика. Улоге ауторитета су биле подложне изазовима и субверзијама. Такође се појавио као реакција против савремене плесне сцене у Јапану, за коју је Хијиката сматрао да је заснована са једне стране на имитирању Запада, а са друге на имитирању Но драме. Критиковао је тренутно стање у плесу као претјерано површно.

### Персијско позориште
Персијско позориште или иранско позориште (تياتر در ایران) сијеже у античко доба. Прва иницијација позоришта и феномена глуме може се пратити у церемонијалним позориштима како би се прославили национални јунаци и легенде и понизили непријатеља, као што је било у класицима Соуг Сивас и Мог Коси (Мегахоуни). Древно персијско позориште и плес је значајно истраживао грчки историчар Херодот из Халикарнасоса, који је живио у времену персијске владавине Грчком. У свом дјелу Књига IX, он описује историју азијских царстава, као и персијске ратове до 478. године прије нове ере.

#### Средњовјековно исламско позориште
Најпопуларнији облици позоришта у средњовјековном исламском свијету били су луткарско позориште (које је укључивало ручне лутке, представе у сјенци и марионетске продукције) и живе страствене представе познате под називом тазија, у којима глумци реновирају епизоде из муслиманске историје. Посебно, представе шиизама круже око шехида (мучеништва) Алијиних синова — Хасана ибн Алија и Хусеин ибн Алија. Секуларне представе познате као акраџа, снимане су у средњовјековној књижевности адаба, мада су биле мање уобичајене од позоришта луткарства и тазије.